# Elacatis longicornis
Elacatis longicornis is een keversoort uit de familie platsnuitkevers (Salpingidae). De wetenschappelijke naam van de soort werd in 1871 gepubliceerd door George Henry Horn.